# Tadeusz Butkiewicz

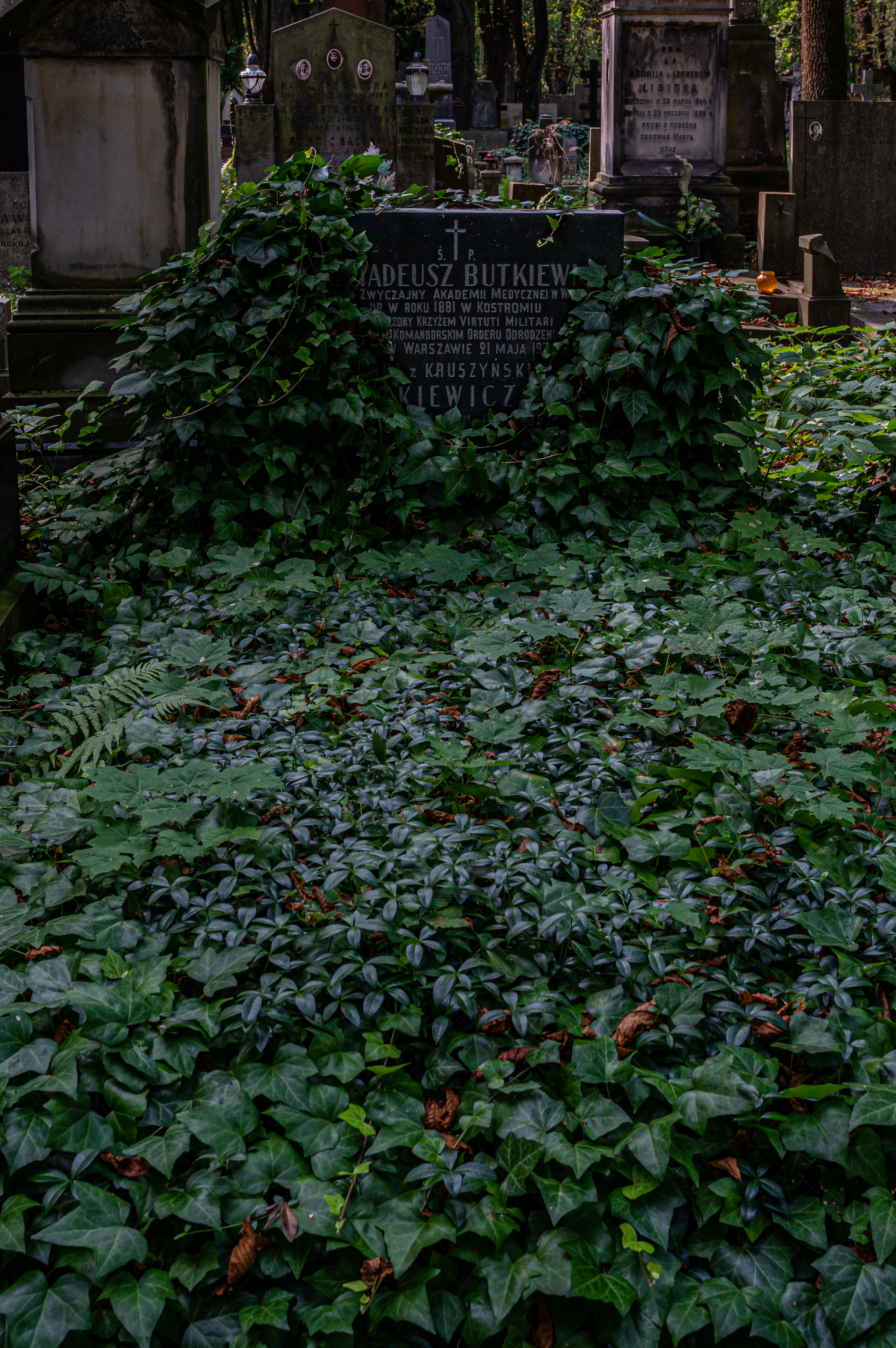
Grób Tadeusza Butkiewicza na cmentarzu Powązkowskim

Tadeusz Antoniusz Butkiewicz (ur. 28 października 1881 w Kostromie, zm. 21 maja 1972 w Warszawie) – polski lekarz chirurg, profesor Uniwersytetu Warszawskiego.

## Życiorys
Urodził się w rodzinie Henryka, powstańca styczniowego, i Stanisławy z Twardzickich (zm. 1938). Gimnazjum ukończył w Kownie. W 1903 ukończył medycynę na Uniwersytecie Moskiewskim ze stopniem medicus cum eximia laude. Po ukończeniu studiów przez cztery lata był asystentem I Kliniki Chirurgicznej Uniwersytetu Moskiewskiego, później lekarzem naczelnym i chirurgiem szpitala w Perejasławiu. W latach 1911–1912 był asystentem prof. Fiedorowa w Wojenno-Medycznej Akademii w Petersburgu. W 1912 uzyskał stopień doktora medycyny na podstawie rozprawy Opadnięta nerka i jej leczenie operacyjne. W latach 1913–1921 był dyrektorem i chirurgiem Szpitala Ziemskiego guberni kostromskiej.
W czasie I wojny światowej kierował czołówką chirurgiczną oraz szpitalem polowym przy 25 korpusie armii rosyjskiej, później brał czynny udział w pracach rady lekarsko-sanitarnej, był stałym przewodniczącym Biura Sanitarnego oraz pełnił funkcję sekretarza Komitetu dla Jeńców i Cywilnych Uchodźców z Polski. W latach 1917–1921 był prezesem Towarzystwa Lekarskiego.
Do Polski powrócił w sierpniu 1921 i przez kilka miesięcy pracował w Kasie Chorych w Warszawie, później został ordynatorem oddziału chirurgicznego i naczelnym lekarzem szpitala P.K.Ch. w Sosnowcu, gdzie pracował do 1929. W listopadzie 1928 wygrał publiczny konkurs na stanowisko ordynatora Oddziału Chirurgicznego Szpitala Przemienienia Pańskiego w Warszawie, którym kierował do 1945. 27 kwietnia 1934 Wydział Lekarski UW przyznał prof. Tadeuszowi Butkiewiczowi venia legendi z zakresu chirurgii na podstawie pracy Żółciowe zapalenie otrzewnej bez przedziurawienia dróg żółciowych. Jako docent na Wydziale Lekarskim UW wykładał chirurgię przypadków nagłych.
W czasie okupacji niemieckiej prowadził tajne wykłady i ćwiczenia dla studentów ze szkoły dr. Jana Zaorskiego oraz Uniwersytetu Ziem Zachodnich, był nadal ordynatorem oddziału chirurgicznego szpitala, współpracował z Kedywem. 
Po wojnie pracował nad reaktywowaniem Wydziału Lekarskiego UW i został jego pierwszym dziekanem; w 1945 został mianowany profesorem nadzwyczajnym, a w 1956 – profesorem zwyczajnym. Jesienią 1945 rozpoczął pracę w Szpitalu Dzieciątka Jezus w I Klinice Chirurgicznej, którą prowadził do 1 stycznia 1959, tj. do przejścia na emeryturę. Po przejściu na emeryturę współpracował jako konsultant z Wojskowym Instytutem Medycyny Lotniczej. Działał w Towarzystwie Chirurgów Polskich, był jego prezesem oraz członkiem honorowym. Od 1946 był członkiem korespondentem, a od 1951 członkiem zwyczajnym Towarzystwa Naukowego Warszawskiego.
W pracy naukowej zajmował się chirurgią dróg żółciowych, zapaleniem trzustki, chirurgią zakażeń, patologią układu nerwowego współczulnego. Wydał pierwszy polski podręcznik chirurgii przypadków nagłych, opracował także podręczniki z chirurgii ogólnej i filozofii chirurgii.
Był mężem Anny z Kruszyńskich (zm. 1957).
Zmarł w Warszawie, spoczywa na cmentarzu Powązkowskim (kwatera 48-3-29).

## Ordery i odznaczenia
- Krzyż Komandorski Orderu Odrodzenia Polski (1961)[4]
- Krzyż Kawalerski Orderu Odrodzenia Polski (13 lipca 1954)[5]
- Krzyż Srebrny Orderu Virtuti Militari (1945)[6]
- Złoty Krzyż Zasługi (1937)[1]
- Medal 10-lecia Polski Ludowej (13 stycznia 1955)[7]
- Węgierski Krzyż Zasługi (Węgry, 1930)[1]